# روبسون ألفيس دا سيلفا
روبسون ألفيس دا سيلفا (بالبرتغالية: Robson Alves da Silva‏) (3 نوفمبر 1986 بريو دي جانيرو في البرازيل - ) هو لاعب كرة قدم برازيلي في مركز الوسط. شارك مع منتخب البرازيل تحت 15 سنة لكرة القدم ومنتخب البرازيل تحت 17 سنة لكرة القدم ومنتخب البرازيل تحت 20 سنة لكرة القدم ومنتخب البرازيل لكرة القدم. أما مع النوادي، فقد لعب مع غولد كوست يونايتد ونادي فلامنغو وماريليا أتلتيكو ‏ ورابطة نادي براوناس الرياضي الثقافي وAssociação Desportiva Cabofriense ‏ وAyia Napa FC ‏.

## روابط خارجية
- روبسون ألفيس دا سيلفا على موقع قاعدة بيانات كرة القدم.إي يو (الإنجليزية)
- روبسون ألفيس دا سيلفا على موقع Soccerway.com (الإنجليزية)
- روبسون ألفيس دا سيلفا على موقع عالم كرة القدم.نت (الإنجليزية)